# 任逖猷
任逖猷（？年—？年），譜名時貞，號純儒，四川省鄰水縣人，長壽縣高小學畢業，廣東黃埔軍官學校第五期政治科畢業，軍政部補充團第二營營長。後參加中國共產黨。曾任駐酆都國民革命軍第二十軍中共軍支書記。